# Теория рецепции
Тео́рия реце́пции — это вариант литературной теории читательского отклика, которая подчёркивает индивидуальность восприятия и толкования литературного текста каждым читателем. Теория рецепции в основном относится к восприятию аудиторией коммуникационных моделей. В литературных исследованиях теория рецепции впервые появляется в работе Ханса-Роберта Яусса в конце 1960-х, самая же значительная работа была написана в 1970-х — начале 1980-х в Германии и США (Fortier 132), несколько важных работ было создано и в Западной Европе. Разновидность теории рецепции применили для изучения историографии, более подробно это рассматривается в описании рецепции истории (см. ниже).

## Общая информация
Культурный теоретик Стюарт Холл, один из основных сторонников теории рецепции, разработал её для области СМИ и массовых коммуникаций, отталкиваясь от литературных и ориентированных на историю подходов. Его подход, основанный на кодировании и расшифровке, является формой текстового анализа, который сосредотачивается на контексте «переговоров» и «несогласия» публики. Это означает, что любой «текст» — будь то книга, фильм или другая творческая работа — не просто пассивно воспринимаются аудиторией, а интерпретируются читателем/зрителем, исходя из его культурного уровня и жизненного опыта. В сущности, значение текста не зарождается внутри самого текста, а создаётся в рамках отношений между текстом и читателем.
Холл также создал теорию кодирования и расшифровки, теорию Холла, которая рассматривает коммуникационные процессы телевизионных текстов.
Теория рецепции с тех пор распространилась и на зрителей театральных постановок. Теория рецепции также применяется к истории и к анализу ландшафтов благодаря работам ландшафтного историка Джона Диксона Ханта, поскольку Хант признал, что выживание садов и ландшафтов, в основном, связано с их восприятием обществом.
Как правило, группа читателей воспринимает определенный текст похоже, если имеет общее культурное наследие и трактует текст одинаково. Вероятно, чем меньше общего в культурном наследии читателя и писателя, тем сложнее ему будет понять смысл произведения, и из этого следует, что, если два читателя обладают разным культурным и личным опытом, их восприятие текста будет очень сильно отличаться. Умберто Эко ввел термин неверная расшифровка, чтобы описать явление, когда трактовка текста читателем отличается от того, что подразумевал автор произведения.

## Художественная рецепция
Восприятие художественной литературы — деятельность, требующая больших усилий, которая включает в себя непосредственное восприятие, обдумывание идейного содержания произведения, его эстетическая оценка и, как результат всего этого, влияние художественной литературы на личность реципиента.
Иога́нн Во́льфганг фон Гёте выделил 3 вида художественного восприятия:
1. Наслаждаться красотой, не рассуждая
2. Судить, не наслаждаясь
3. Судить, наслаждаясь, и наслаждаться, рассуждая
Именно те, кто способен к последнему типу художественного восприятия, по мнению Гёте, способны усвоить всё богатство художественной мысли.
Художественная рецепция связывает произведение искусства с читателем. Эта взаимосвязь зависит от субъективных особенностей реципиента и от объективных качеств художественного текста, от художественной традиции, а также от общественного мнения и языково-семиотической условности, равно исповедуемой автором и воспринимающим его творчество. Огромное влияние на эти факторы оказывают эпоха, среда и воспитание.

## Теория рецепции и ландшафтная архитектура
В ландшафтной архитектуре взаимодействие происходит посредством движения и обзора, а не жанра и тона. Вместо «подразумеваемого читателя», теория рецепции ландшафтов вводит понятие «подразумеваемого посетителя», который представляет собой абстрактный синтез мнений множества посетителей в разное время.
Теория признает, что не существует полной и однозначной трактовки ландшафта, важно изучить побуждения посетителей и факторы, влияющие на их посещения (читали ли они путеводители о месте перед посещением или, например, это место или архитектор вызывали у них сильные эмоции).
Основное отличие между теорией рецепции в литературе и в ландшафтной архитектуре — то, что, в то время как литературные работы доступны только для воображения, реальные пейзажи доступны и для чувств, и для воображения. Однако, мифические сады (такие как Эдем и Гипнэротомахия Полифила) доступны только для воображения, а восприятие известных исторических садов основывается как на сведениях, полученных из описания посещений этих садов, так и на собственном опыте.
Теоретический анализ восприятия ландшафтов отличается от типичного анализа истории ландшафта, который имеет тенденцию сосредотачиваться на намерениях проектировщиков, на условиях создания дизайна и на строительном процессе. Теория рецепции склонна преуменьшать роль таких распространенных терминов для описания ландшафтов, как «формальный» и «живописный», если эти термины не имеют такого же значения для самих посетителей.

## Рецепция истории
Согласно Гарольду Маркизу, рецепция истории — это история оценочных суждений об исторических событиях. Она представляет собой толкование этих событий участниками, наблюдателями и историками во время этих событий и после них, чтобы придать им значение для прошлого и настоящего.